# Jugoistočni Indijanci
Jugoistočni Indijanci, Indijanci s jugoistočnog kulturnog područja Sjeverne Amerike koje se na sjeveru graničilo Sjeveroistočnim šumama na zapadu s prerijama, i na jugu i istoku Atlantskim oceanom i Meksičkim zaljevom. Mnogi geografi Jugoistok dijele na tri glavne zone: 1. Obalne ravnice (Coastal Plain), atlantska obala od Virginije do Floride; b. Piedmont, između planina Appalachian i obalnih ravnica; c. šumovite niske planine Southern Appalachian.
Kultura ovih plemena temelji se na obradi tla, odnosno uzgoju kukuruza, i poznato je po plesnim svečanostima posvečenim kukuruzu (Green Corn Dance). Jedino pleme koje je živjelo od ribarstva bili su floridski Calusa Indijanci. Mnoga plemena bilča su vezana u konfederacije od kojih su najvažnije Creek i tri caddoanske konfederacije Hasinai, Natchitoches i Kadohadacho. Domorodačka populacija u ovom kraju procjenjena je na 120,000 u vrijeme prije kontakta. Sastojala se od velikih plemenskih grupa, nezavisnih sela i autonomnih seoskih zajednica, od kojih su mnoge nestale ubrzo nakon kontakta.
U obalnoj ravnici dominira borova šuma, polagane rijeke koje teku prema Atlantiku i močvare. Ovdje je još zastupljen čempres, zimzeleni hrast, trska, razne vrste bobičastog voća i španjolska mahovina. Najvažnija divljač je jelen, a slijedi ga medvjed, oposum, kunić, rakun, vjeverice, dabar, riba (kao što su jesetra i som), školjkaši, rak, zmije, kornjače, patke i puran.
Piedmont koji se prostire između Appallachiana i obalne ravnice nekd je bio dom hrastovih šuma, američkog hickory-oraha, borova, topola i javora. Cijeli kraj izrezbaren je mnogim rijekama koje teku s Appallachiana prema obali. 
Gorje Appallachian je jedno od najstarijih planina Sjeverne Amerike. Dom su mnogih životinjskih vrsta (među inima srna, medvjed, orao, puran) i obrasle žumama borova, američkog oraha i kestena.

## Plemenske zajednice
Creek, Seminole, Timucua, Yuchi, Biloxi, Chitimacha, Atakapa, Tunica, Natchez, Choctaw, Chickasaw, Akokisa, Hasinai, Adai, Taensa, Kadohadacho, Natchitoches, Chakchiuma, Pascagoula, Bayogoula, Avoyel, Chawasha, Washa, Chatot, Chiaha, Yamasee, Fresh Water, Ais, Calusa, Tequesta, Jeaga, Cusabo, Congaree, Cape Fear, Waxhaw, Winyaw, Cherokee, Woccon, Manahoac, Tutelo, Monacan, Eno, Sugeree, Catawba, Nahyssan, Hitchiti, Koasati, Alabama, Tohome, Eufaula.